# Can Berga (Riells del Fai)
Can Berga és una masia del poble de Riells del Fai, en el terme municipal de Bigues i Riells, al Vallès Oriental. Pertany al veïnat de masies disperses de Can Quintanes.
Està situada a llevant de Riells del Fai, en el vessant meridional dels Cingles de Bertí i del seu contrafort sud-occidental, la Serra de Can Tabola. És al capdamunt de la vall del torrent de Can Pagès. A ponent seu hi ha la masia de Can Verdereny, i a llevant, la de Can Quintanes.
La masia està catalogada com a Element d'interès municipal per l'ajuntament de Bigues i Riells. Està, igualment, inclosa en el seu «Catàleg de masies i cases rurals».